# Слушка, Александр
Александр Слушка (около 1580 — июль 1647) — государственный деятель Великого княжества Литовского, каштелян минский (1618—1628) и жемайтский (1628—1638), воевода минский (1633—1638), новогрудский (1638—1642) и трокский (1642—1647). Староста речицкий, пропойский, гомельский, лоевский и мозырский.

## Биография
Представитель литовского шляхетского рода Слушков герба «Остоя». Сын старосты кричевского Николая Слушки и Эльжбеты Кмитич, дочери маршалка господарского Яна Кмитича. Младший брат — воевода венденский Кшиштоф Слушка (ум. 1620).
Первоначально носил звание королевского дворянина. В ноябре 1618 года после смерти Петра Тышкевича Александр Слушка получил чин каштеляна минского. 11 марта 1628 года после смерти Адама Тальваша был назначен каштеляном жемайтским. 2 марта 1633 года Александр Слушка получил должность воеводы минского после смерти Бальтазара Стравинского. В 1638 году был назначен воеводой новогрудским. В июле 1642 года после смерти Петра Паца стал воеводой трокским. На сейме 1628 года Александр Слушка был избран маршалком Трибунала Великого княжества Литовского на 1631 год. Был комиссаром по выплате жалованья армии, депутатом фискального трибунала в 1633 году.
Женился на Софии Констанции Зенович, дочери воеводы берестейского Кшиштофа Зеновича и Теодоры Волович, сестре каштеляна полоцкого Николая Богуслава Зеновича и бывшей жене епископа жемайтского Станислава Кишки. В браке имел четырех сыновей и одну дочь:
- Эльжбета Слушка[пол.] (1619—1671), 1-й муж маршалок надворный коронный Адам Казановский, 2-й муж подканцлер коронный Иероним Радзиевский
- Богдан Владислава Слушка (1615—1630), дворянин королевский
- Евстах Адам Слушка
- Богуслав Ежи Слушка (ок. 1620—1658), стольник великий литовский и подскарбий надворный литовский
- Жигимонт Адам Слушка (1628—1674), хорунжий великий литовский, староста речицкий

Воспитывался в кальвинизме, но около 1621 года вместе со своей женой перешел в католичество. Стал ярым последователем римско-католической церкви. Построил доминиканский монастырь в Речице и Столбцах под Новогрудком, церкви в Воложине и на Ковалевщызне в Подляшском воеводстве.